# Neornithes
Sous-classe
Super-ordres de rang inférieur
- Paleognathae
- Neognathae

Les Neornithes (en français, les néornithes) sont les vertébrés qui forment la sous-classe des oiseaux modernes. 
Les espèces d'oiseaux existantes, soit approximativement 10 000 espèces reconnues, sont toutes des néornithes, et elles se répartissent sur l'ensemble de la planète. Leur histoire est un sujet très discuté, mais on estime qu'ils sont apparus il y a entre 60 et 90 Ma, en se basant sur la morphologie des fossiles ou sur l'analyse génétique,.

## Taxonomie
Ce taxon a été décrit par Gadow, 1893.
Phylogénie
- Neornithes
  - Paleognathae
    - Struthioniformes
    - Notopalaeognathae
      - Rheiformes
      - Tinamiformes
      - Novaeratitae
        - Apterygiformes
        - Casuariiformes

  - Neognathae
    - Galloanserae
      - Anseriformes
      - Galliformes

    - Neoaves
      - Columbea
        - Mirandornithes
          - Phoenicopteriformes
          - Podicipediformes

        - Columbimorphae
          - Columbiformes
          - Mesitornithiformes
          - Pteroclidiformes

      - Passerea
        - Cypselomorphae
          - Apodiformes
          - Caprimulgiformes

        - Otidimorphae
          - Cuculiformes
          - Musophagiformes
          - Otidiformes

        - Opisthocomiformes
        - Cursorimorphae
          - Charadriiformes
          - Gruiformes

        - Ardeae
          - Phaethontimorphae
            - Eurypygiformes
            - Phaethontiformes

          - Aequornithes
            - Gaviiformes
            - Austrodyptornithes
              - Procellariiformes
              - Sphenisciformes

            - Ciconiiformes
            - Pelecaniformes
            - Suliformes

        - Telluraves
          - Australaves
            - Cariamiformes
            - Eufalconimorphae
              - Falconiformes
              - Psittacopasserae
                - Passeriformes
                - Psittaciformes

          - Afroaves
            - Accipitrimorphae
              - Accipitriformes
              - Cathartiformes

            - Strigiformes
            - Coraciimorphae
              - Coliiformes
              - Eucavitaves
                - Leptosomatiformes
                - Cavitaves
                  - Trogoniformes
                  - Picocoraciae
                    - Bucerotiformes